# Забрањени град
Забрањени град (кин: 紫禁城) се налази у самом центру старог дела Пекинга. Некада је био царска палата кинеских династија Минг (1368—1644) и Ћинг (1644—1911), а данас је музеј, који се простире на више од 720.000 m² и састоји се од 800 зграда и има 9.999 просторија. Забрањени град, који се налази северно од трга Тјенанмен и до кога jе долази проласком кроз истоимену капију, УНЕСКО је уврстио на листу светске културне баштине 1987. године. Изградња Забрањеног града започета је 1406. године. Било је потребно 14 година и око 200.000 радника да би се комплекс завршио. Забрањени град, који је, током пет векова био седиште 24 владара — 14 из династије Минг и 10 из династије Ћинг, престао је да буде политички центар Кине 1912. године, када је последњи кинески цар Пу Ји абдицирао. Он је окружен бројним раскошним царским вртовима и храмовима, укључујући парк Џонгшан од 22 ha (54-acre), жртвени храм царских предака, Бејхај парк од 69 ha (171-acre) и парк Ђингшан од 23 ha (57-acre).
Забрањени град је изграђен од 1406. до 1420. године и био је бивша кинеска царска палата и зимска резиденција цара Кине од династије Минг (од цара Јонгли) до краја династије Ћинг, између 1420. и 1924. године. Град је служио као дом кинеских царева и њихових домаћинстава и био је церемонијални и политички центар кинеске владе више од 500 година. Од 1925. године, Забрањени град је под надзором Музеја палате, чија је обимна збирка уметничких дела и артефаката изграђена на основу царских колекција династија Минг и Ћинг. Забрањени град је 1987. године проглашен за локалитет светске баштине.
Комплекс се састоји од 980 зграда, који обухватају 8.886 соба и покривају 720.000 квадратних метара (0,0720000 хектара)/178 акра. Палата представља пример раскоши резиденција кинеског цара и традиционалне кинеске дворске архитектуре и утицао је на културни и архитектонски развој у источној Азији и другде. Уврштен је на Унескову листу као највећа збирка очуваних древних дрвених конструкција на свету. Од 2012. године, Забрањени град је у просеку посетило 14 милиона посетилаца годишње, а примио је више од 19 милиона посетилаца у 2019. години. У 2018, тржишна вредност Забрањеног града процењена је на 70 милијарди УСД, што га чини и највреднијом палатом на свету и највреднијим комадом некретнине било где у свету.
Неки извори је описују као највећу палату на свету која још увек постоји, али друге кинеске царске резиденције далеко је премашују по величини, наиме 6,1 km2 (610 ha) Џунгнанхај који се налази западно од Забрањеног града, Летња палата од 2,9 km2 (290 ha) у округу Хајдјен, Пекинг, и планинско одмаралиште Ченгде површине 5,6 km2 (560 ha) у Ченгдеу, провинција Хебеј.
Забрањени град у Пекингу једна је од највећих и најочуванијих древних дрвених грађевина на свету. Наведен је као прва група националних кључних културних реликвија 1961. године.

## Историја
Када је Хунг-вуов син Џу Ди постао цар Јонгли, он је преселио престоницу из Нанкинга у Пекинг, и изградња је почела 1406. године на оном што ће постати Забрањени град.
Изградња је трајала 14 година и захтевала је више од милион радника. Коришћени материјали укључују целе трупце драгоценог дрвета Phoebe zhennan доступног у џунглама југозападне Кине, и велике блокове мермера из каменолома у близини Пекинга. Подови великих хала били су поплочани „златним циглама“, специјално печеним циглама за поплочавање из Суџоуа.
Од 1420. до 1644. године, Забрањени град је био седиште династије Минг. У априлу 1644. заузеле су га побуњеничке снаге предвођене Лијем Циченгом, који се прогласио за цара из династије Шуен. Он је убрзо препобегао пред комбинованом војском бившег генерала Минга Ву Сангуија и манџурских снага, при чему је запалио делове Забрањеног града.
До октобра, Манџурци су постигли превласт у северној Кини, а у Забрањеном граду је одржана церемонија проглашења младог цара Шуенџи за владара целе Кине под династијом Ћинг. Владари Ћинга су променили имена на неким од главних грађевина, да би нагласили „хармонију“ уместо „превласти“, они су плочице са именима учинили двојезичним (кинески и манџурски) и увели су шаманистичке елементе у палату.
Године 1860, током Другог опијумског рата, англо-француске снаге су преузеле контролу над Забрањеним градом и окупирале га до краја рата. Године 1900. царица удовица Циси је побегла из Забрањеног града током Боксерске побуне, остављајући га да га окупирају снаге уговорних сила до следеће године.
Након што је био дом 24 цара – 14 из династије Минг и 10 из династије Кинг – Забрањени град је престао да буде политички центар Кине 1912. абдикацијом Пу Јија, последњег цара Кине. Према споразуму са новом владом Републике Кине, Пу Ји је остао у Унутрашњем двору, док је Спољни суд био предат у јавну употребу, све док није исељен након државног удара 1924. године. Музеј палате је тада основан у Забрањеном граду 1925. године. Године 1933, јапанска инвазија на Кину је приморала евакуацију националног блага из Забрањеног града. Део колекције је враћен на крају Другог светског рата, али је други део евакуисан на Тајван 1948. по наређењу Чанг Кај Шека, чији је Куоминтанг губио Кинески грађански рат. Ова релативно мала, али квалитетна збирка чувана је у складишту до 1965. године, када је поново постала јавна, као језгро Музеја Националне палате у Тајпеју.
Након успостављања Народне Републике Кине 1949. године, Забрањеном граду је причињена извесна штета, јер је земља била захваћена револуционарним жаром. Током Културне револуције, међутим, даље уништавање је спречено када је премијер Џоу Енлај послао војни батаљон да чува град.